# Alberto Gurrola
Alberto Gurrola Castro (ur. 9 kwietnia 1993 w Hermosillo, zm. 25 czerwca 2022) – meksykański piłkarz występujący na pozycji bramkarza.
Jego brat José Gurrola również jest piłkarzem.